# 등가원리

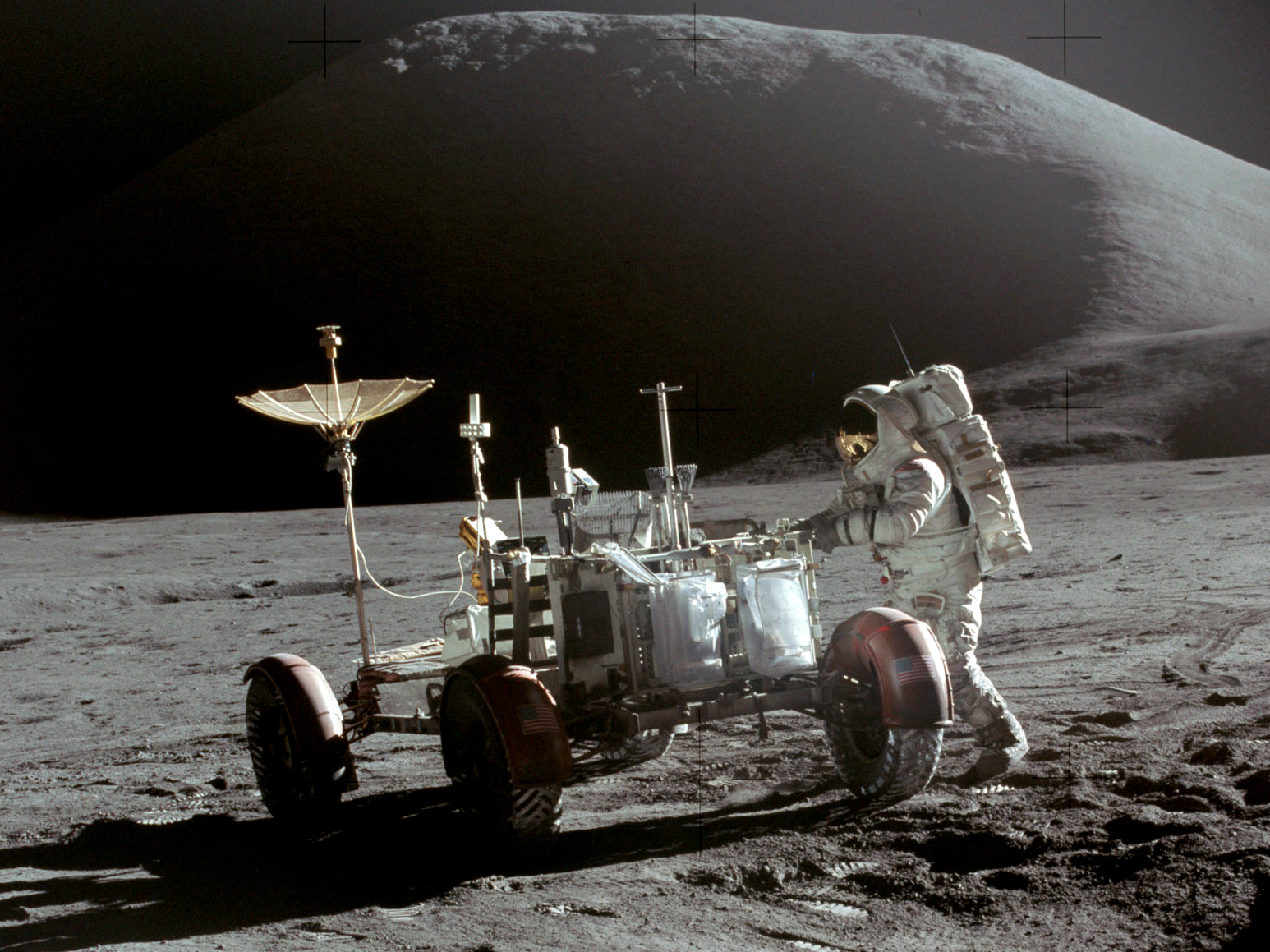

등가원리(equivalence principles)는 일반상대성이론의 기본 원리이다. 자세한 내용은 일반상대성이론 문서
물리학에서 등가원리(equivalence principle)는 '중력 질량과 관성 질량이 같음'을 다는 것과 연관된 몇가지 개념을 소개한다. 그리고 (지구와 같은)거대한 질량에 서 있을 때 국부적으로 느끼는 중력은 실제로비관성계(가속되는)의 관측자가 경험하는 가상의 힘과 같다고 아인슈타인은 주장한다. 중력 질량은 아이작 뉴턴의 만유인력의 법칙에 의해 힘을 작용하는 양이고, 관성 질량은 운동 제2법칙에 의해 정의되는 가속에 대한 저항이다. 이 둘이 선험적으로 같아야 할 이유는 없지만, 이들이 놀랍게도 아주 똑같은 값을 갖는다. 그 이유에 대해서 아인슈타인은 일반 상대성이론에서 이 둘을 완전히 같은 물리적 개념이라는 논리로 설명한다.
서로 다른 물체가 지상에서 똑같은 가속도로 떨어진다는 것을 가장 처음 보인 사람은 갈릴레오 갈릴레이이다. 갈릴레이는 중력에 의한 질량의 가속도 실험으로 물체가 가속되는 양은 질량의 양과는 상관없음을 보였다. 이 발견은 관성 질량과 중력 질량이 같다는 중력 이론을 이끌어냈다.
등가원리는 1907년에 아인슈타인에 의해서 확립되어 소개되었다. 그는 1g(g=9.81m/s²지구 표면에서의 표준적으로 사용되는 중력가속도)의 비율로 지구 중심 방향으로 향하는 물체의 가속도는 1g의 비율로 자유 공간으로 가속되는 로켓에서 관측되는 관성적으로 움직이는 물체의 가속도와 동등하다는 것을 관측하였다. 아인슈타인은 이를 통해
"우리는 중력장과 그와 상응하는 기준계의 가속도가 완벽히 물리적으로 동일함을 가정할 수 있다."(아인슈타인 1907)라고 주장하였다.

## 발전
서로 다른 물체가 지상에서 똑같은 가속도로 떨어진다는 것을 가장 처음 보인 사람은 갈릴레오갈릴레이이다. 그는 피사의 사탑 꼭대기에서 같은 크기의 나무공과 쇠공을 떨어뜨려, 두 공이 바닥에 떨어지는 것을 증명하였다고 한다. 물론 갈릴레이가 피사의 사탑 실험에서 중력 질량과 관성 질량이 같은지를 조사한 것은 아니다. 당시에는 아리스토텔레스의 무거운 물체가 가벼운 물체보다 더 빨리 떨어진다는 주장을 사람들이 그대로 믿고 있었기 때문에, 갈릴레이는 아리스토텔레스의 주장이 얼토당토하다는 것을 증명하기 위해서 이 실험을 하였고, 그의 뜻대로 성공하였다. 그러나 갈릴레이가 문제를 해결하였다기보다는 더 중요한 문제를 제기하였다고 말하는 편이 더 옳다. 무거운 물체와 가벼운 물체가 동시에 떨어진 것은 물체의 중력 질량과 관성 질량이 같기 때문인데, 왜 그들이 같아야 하는지 알 수 없었던 것이다.
관성 질량과 중력 질량이 과연 어느 정도로 같은 것인가라는 의문은 중요한 문제였기 때문에 사람들은 점점 더 정밀한 실험을 통하여 이를 확인하였다. 1969년 7월에 최초로 달 착륙에 성공한 아폴로 11호 우주인들은 달 표면에서 햄머와 새털을 떨어뜨렸는데 이들이 동시에 떨어지는 것을 확인하려고 노력하였다. 지상에서 무거운 물체가 가벼운 물체보다 더 빨리 떨어지는 것을 볼 수가 있는데, 그것은 공기 때문이다. 달 표면에는 공기가 희박하기 때문에 갈릴레이 낙하 실험을 하는데 아주 좋은 환경을 가지고 있었던 것이다. 사람들은 계속하여 훨씬 더 정밀한 갈릴레이 실험을 추구하였다.(관성 질량과 중력 질량이 같은지를 확인하는 실험을 갈릴레이 실험이라 부른다.)
헝가리에서 출생한 외트뵈시 로란드는 1889년에 비틀림 천칭을 이용하였다. 물체의 중력 질량에 작용하는 지구에 의한 중력과 물체의 관성 질량에 작용하는 지구 자전에 의한 원심력에 의한 효과를 비교한 것이었다. 두 물체에 중력의 효과와 원심력의 효과가 다르게 작용한다면, 천칭의 양쪽에 놓은 두 물체를 바꾸어 놓았을 때 천칭의 기울기가 두 물체를 바꾸기 전과 달라질 것이라고 생각하였다. 이 실험을 통하여 외트뵈시는 중력 질량과 관성 질량이 종전에 알려진 6만분의 1의 정확도에서 훨씬 개선된 2천만분의 1의 정확도로 같다는 것을 증명하였다. 외트뵈시는 그 이후에도 실험을 꾸준히 개선하여 1919년 사망하기 전까지 관성 질량과 중력 질량이 20억분의 1의 정확도로 같다는 것을 보였다.
미국에서 출생한 로버트 헨리 디키는 외트뵈시의 실험을 개선하였다. 그는 지구의 자전에 의한 원심력을 이용하는 대신에 지구의 공전 운동에 의한 원심력을 이용하는 방법으로 정확도를 훨씬 더 개선할 수 있었다. 그리하여 로버트 헨리 디키는 1960년대에 중력 질량과 관성 질량이 1000억분의 1의 정확도로 같다는 것을 증명하였다.
이처럼 중력 질량과 관성 질량이 정확히 같다는 사실은 고전물리학 이론으로는 설명될 수가 없었다. 중력 질량은 뉴턴의 만유인력 법칙에 의해서 중력을 결정하는 역할을 하고, 관성 질량은 뉴턴의 운동 법칙에 의해서 물체의 가속도를 결정하는 역할을 하는데, 이 두가지 법칙이 아무런 상관이 없기 때문이다.
아인슈타인이 특수상대성이론에서 일반상대성이론으로 확장하려고 시도했을 때, 그것은 쉬운 문제가 아니었다. 그리고 곧 일반상대성이론을 위하여 관성계를 비관성계로 확장하는데 중력 질량과 관성 질량 사이의 관계가 직접 관련이 있음을 깨달았다. 즉 중력 질량과 관성 질량이 똑같이 측정되는 것은 그들 사이에 보다 더 근본적인 관계가 존재하기 때문이라고 보았다. 이 문제를 해결하기 위하여 아인슈타인은 사고 실험을 수행하였다. 같은 두 우주선 A와 B가 있다. 우주선 A는 지상에서 발사 준비를 하고 있다. 그리고 우주선 B는 광대한 우주 공간에서 일정한 가속도 g로 등가속도 운동을 계속하고 있다. 이러한 두 우주선에서 물체를 떨어뜨리면 두 우주선 모두에서 물체는 똑같은 가속도 g로 낙하하는 것을 관찰하게 된다. 그런데 만일 두 우주선의 창이 모두 가려져 있어서 우주선 내에서는 자신의 우주선이 지상에 정지해 있는지 아니면 우주 공간에서 일정한 가속도 g로 등가속도 운동을 계속하고 있는지 모른다고 가정할 때, 우주선 내에서 실험하는 사람은 물체가 가속도 g로 낙하하는 것을 보고서 우주선이 지구에 정지해 있는 것인지 아니면 우주선이 우주 공간을가속도 g로 등속도 운동을 하고 있는 것인지 구별할 방법이 없다.
이 사고 실험은 단지 물체의 낙하운동에만 적용되는 것이 아니다. 어떤 다른 역학적 실험을 수행하더라도, 두 경우 즉 우주선이 지상에 정지해 있는 경우와 우주 공간에서 가속도 g로 등가속도 운동을 하는 경우, 역학 실험의 결과만 가지고는 실제로 어떤 경우에 해당하는지 구별해 낼 방법이 존재하지 않는다. 지구에 정지해 있는 우주선에서 물체가 가속도 g로 낙하하는 것은 물체에 중력이 작용하기 때문이다. 그리고 중력은 뉴턴의 만유인력 법칙에 의해서 질량과 질량 사이에 작용하는 힘이다. 한편, 가속도 운동을 하는 우주선에서 물체가 가속도 g로 낙하하는 것은, 우주선이라는 비관성계에서 설명하자면 관성력을 받기 때문이라고 말할 수 있다. 그러므로 이 사고 실험의 결과를 가지고, 혹시 중력도 관성력의 일종이 아닐까하고 아인슈타인은 생각하였고, 이를 정리하여 '균일한 중력장 아래서 기술되는 물리법칙은 그 중력장에 해당하는 등가속도 운동을 하는 기준계에서 기술되는 물리법칙과 동일하다'고 1907년에 발표하였다.
- 욜리의 천칭법
- 외트뵈시 실험

아인슈타인이 일반 상대성 이론의 근거의 하나로 삼았다. 가속되는 좌표계에서의 자연법칙은 중력장 안에서의 법칙과 동일하다는 것이 등가원리이다. 예를 들면 엘리베이터가 가속됨에 따라 엘리베이터 안의 물체의 무게는 가벼워지거나 무거워진다. 이때 엘리베이터의 가속에 의한 무게의 변화와 중력의 변화에 의한 무게의 변화를 구분할 수는 없다.
아인슈타인은 등가원리를 이용해 빛 또한 중력의 영향을 받는다는 결론을 제시했다. 만약 위쪽으로 가속되는 로켓 안에서 손전등을 비추면, 그 광선은 바닥으로 휠 것이다. 그 이유는 빛의 속도는 일정하고, 광선이 로켓 내부를 통과하는 시간 동안 로켓이 위쪽으로 가속되기 때문이다. 가속에 의한 효과와 중력에 의한 효과는 같으므로 빛은 중력에 의해서도 휠 것이라고 예측할 수 있다. 그리고 이는 중력렌즈 효과의 관측으로 증명되었다.
지구 표면 근처의 물체는 모두 같은 가속도(중력가속도 g)로 낙하하는데, 뉴턴의 운동법칙과 만유인력의 법칙으로부터 (관성질량)×(가속도) = (중력) = (중력질량)×g이다. 따라서 관성질량과 중력질량은 같다.
헝가리의 외트뵈시 로란드는 1896년 실험을 통하여 관성질량과 중력질량이 비례한다는 사실을 밝혀냈다. 이는 단위를 적당히 선택하면 양자는 똑같은 것으로 생각해도 된다는 것을 의미한다. 결국 중력이 없는 공간에서 관측자가 가속도 g로 운동하는 경우와 중력가속도 g에 해당하는 중력이 있는 경우는 구분할 수 없다

## 같이 보기
- 고전역학
- 외트뵈시 실험
- 마흐의 원리